# Scottish Division One 1895/96
Die Scottish Football League Division One wurde 1895/96 zum dritten Mal ausgetragen. Es war zudem die sechste Austragung der höchsten Fußball-Spielklasse innerhalb der Scottish Football League, in der der Schottische Meister ermittelt wurde. Sie begann am 10. August 1895 und endete am 4. April 1896. In der Saison 1895/96 traten 10 Vereine in insgesamt 18 Spieltagen gegeneinander an. Jedes Team spielte jeweils einmal zu Hause und auswärts gegen jedes andere Team. Es galt die 2-Punkte-Regel. Bei Punktgleichheit waren die Vereine (mit derselben Punktausbeute) gleich platziert.
Die Meisterschaft gewann zum insgesamt dritten Mal in der Vereinsgeschichte Celtic Glasgow. Absteiger war der FC Dumbarton, der keine Wiederwahl von den anderen Ligamitgliedern bekam und in die Division Two abstieg. Torschützenkönig wurde mit 19 Treffern Allan Martin von Celtic Glasgow.

## Vereine
| Verein              | Stadt     | Stadion            |
| ------------------- | --------- | ------------------ |
| Celtic Glasgow      | Glasgow   | Celtic Park        |
| FC Clyde            | Glasgow   | Barrowfield Park   |
| FC Dundee           | Dundee    | Dens Park          |
| FC Dumbarton        | Dumbarton | Boghead Park       |
| FC St. Bernard’s    | Edinburgh | Powderhall Stadium |
| FC St. Mirren       | Paisley   | St. Mirren Park    |
| Glasgow Rangers     | Glasgow   | Ibrox Park         |
| Heart of Midlothian | Edinburgh | Tynecastle Park    |
| Hibernian Edinburgh | Edinburgh | Easter Road        |
| Third Lanark        | Glasgow   | Cathkin Park       |

## Statistik

### Abschlusstabelle
| Pl. | Verein                  | Sp. | S  | U | N  | Tore    | Diff. | Punkte |
| --- | ----------------------- | --- | -- | - | -- | ------- | ----- | ------ |
| 1.  | Celtic Glasgow          | 18  | 15 | 0 | 3  | 064:250 | +39   | 30:60  |
| 2.  | Glasgow Rangers         | 18  | 11 | 4 | 3  | 057:390 | +18   | 26:10  |
| 3.  | Hibernian Edinburgh (N) | 18  | 11 | 2 | 5  | 058:390 | +19   | 24:12  |
| 4.  | Heart of Midlothian (M) | 18  | 11 | 0 | 7  | 068:360 | +32   | 22:14  |
| 5.  | FC Dundee               | 18  | 7  | 2 | 9  | 033:420 | −9    | 16:20  |
| 6.  | Third Lanark            | 18  | 7  | 1 | 10 | 047:510 | −4    | 15:21  |
| 6.  | FC St. Bernard’s (P)    | 18  | 7  | 1 | 10 | 036:530 | −17   | 15:21  |
| 8.  | FC St. Mirren           | 18  | 5  | 3 | 10 | 031:510 | −20   | 13:23  |
| 9.  | FC Clyde                | 18  | 4  | 3 | 11 | 039:590 | −20   | 11:25  |
| 10. | FC Dumbarton            | 18  | 4  | 0 | 14 | 036:740 | −38   | 08:28  |

| Zum Saisonende 1893/94 |                                |
| (M)                    | Meister des Vorjahres          |
| (P)                    | Pokalsieger des Vorjahres      |
| (N)                    | Neuzugang aus der Division Two |

## Wahlprozedere
Die Regularien der Scottish Football League sahen vor, dass sich am Saisonende die drei schlechtesten platzierten Teams zu Wiederwahl stellen mussten. Abgestimmt wurde auf der jährlichen Hauptversammlung der Scottish Football League, bei der zugleich über Neuaufnahmen entschieden wurde. Dieses Wahlsystem bestimmte bis 1922 den Auf- und Abstieg zwischen der Division One und Division Two.
| Verein         | # Stimmen | Ergebnis            | Division     |
| -------------- | --------- | ------------------- | ------------ |
| FC Clyde       | 14        | wiedergewählt       | Division One |
| FC St. Mirren  | 13        | wiedergewählt       | Division One |
| FC Abercorn    | 8         | aufgenommen         | Division Two |
| Leith Athletic | 4         | nicht gewählt       | Division Two |
| FC Dumbarton   | 2         | nicht wiedergewählt | Division One |
| FC Renton      | 1         | nicht gewählt       | Division Two |

## Die Meistermannschaft von Celtic Glasgow
(Berücksichtigt wurden Spieler mit mindestens einem Einsatz)
| 1. | Celtic Glasgow |
|    | - Tor: Joe Cullen, Dan McArthur - Abwehr: Bernard Battles sen., Bernard Crossan, Dan Doyle, Tom Dunbar, James Kelly, Alex McMahon, Charlie McEleny, Peter Meehan, James Orr - Mittelfeld: James Blessington, Willie Ferguson, John King, Willie Maley, Harry McIlvenny, Patrick McManus, Peter O’Rourke - Angriff: John Divers, Johnny Madden, Allan Martin, Tommy Morrison - Trainer: n. b. |